# Соледад
Соледад (исп. Soledad) — мексиканская 284-серийная мелодрама с элементами драмы 1980 года производства телекомпании Televisa.

## Сюжет
Сюжет сериала охватывает период с 1959—1981 гг. Более подробного сюжета нет[прояснить].

## Создатели телесериала

### В ролях
- Либертад Ламарке — Соледад Гонсалес де Санчес Фуэнтес
- Сальвадор Пинеда — Андрес Санчес Фуэнтес
- Кристиан Бах — Консуэло "Чело" Санчес Фуэнтес
- Эдит Гонсалес — Алина "Алинита" Санчес Фуэнтес
- Эктор Бонилья — Хесус Санчес Фуэнтес
- Мануэль Капетильо — Рамиро Санчес Фуэнтес
- Орландо Родригес — Дон Ансельмо Санчес Фуэнтес
- Рафаэль Баледон — Дон Феликс Арредондо
- Роберто Каньедо — Бернардо Пертиерра
- Нурия Бахес — Синтия Лисардо
- Росария Вальдес — Даиси
- Умберто Сурита — Фернандо
- Рита Маседо — Ребека
- Конни де ла Мора — Марилу Пертиерра
- Роберто Эсприо - адвокат Гарридо
- Питука де Форонда — Донья Марта
- Ребека Манрикес — Тере
- Ана Сиольвия Гарса — Мече
- Лорена Риверо — Пегги
- Абрахам Ставанс — Себастьян
- Флор Прокуна — Сандра
- Лусианне Сильва — Маргарита
- Вирхиния Гутьеррес — Каролина Пертиерра
- Мануэль Лопес Очоа — Гильермо Монсада
- Эльвира Монсель — Перлита
- Ада Карраско — Хуста
- Аурора Молина — Лауреана
- Аврора Кортес — Эулалия
- Хосе Флорес — Начо
- Роландо Барраль — Роландо
- Алисия Энсинас — Мариан Монтеро
- Роберто Бальестерос — Мартин
- Ана Берта Эспин — Пилар
- Алехандро Камачо
- Хосе Элиас Морено — Хуан
- Аурора Медина
- Сокорро Авелар — Доминга
- Лили Инклан — Аделаида
- Луис Агилар — личный адвокат Соледад
- Рафаэль Банкельс — адвокат Порфирио Рейес
- Энрике Гилальберт — доктор Химено
- Мигель Анхель Негрете — Сеньор Гутьеррес
- Артуро Лорка — доктор Веларде
- Кармен Белен Ричардсон
- Маноло Коего
- Марта Касаньяс
- Ирене Лопес
- Эктор Крус — Леонардо
- Марта Ресникофф — Далия
- Лола Тиноко — няня семьи Пертиерры
- Хосефина Эскобедо — Дамиана
- Мануэль Гисар — прокурор Эрнесто Галиндо
- Дина де Марко — Елена
- Эухенио Кобо — инспектор Марреро
- Армандо Арайса — маленький клиент магазина «Эсперанса»
- Эухенио Дербес — Арредондо, сотрудник юридической фирмы и одноименного издательства
- Энрике Идальго — Крессенсио Лопес
- Рикардо де Лоэра — Клаудио
- Алехандра Пениче — Фанни
- Хесус Варгас — Габино
- Анабель Феррейра — медсестра
- Алехандро Томмаси — врач-хирург
- Эдуардо Линьян — доктор Регена
- Малени Моралес — Соила
- Маноло Гарсия
- Хосе Едра
- Маргарита Мартинес Касадо
- Мигель Анхель Эррера
- Маритса Кремата
- Херман Барриос
- Крристи Санчес
- Феликс Гильермо

### Административная группа
- оригинальный текст: Инес Родена, Энрике Харнес
- либретто: Карлос Ромеро
- адаптация: Вивиан Песталоцци, Тере Медина
- литературный редактор: Тере Медина
- музыкальная тема заставки: Alma mía — Cuando me vaya (вокал — Либертад Ламарке)
- композитор: Хавьер Ортега
- светотехник: Хесус Райя Лара
- редакторы: Алехандро Фрутос Маса, Хуан Карлос Фрутос Маса
- художник по декорациям: Рохелио Эрнандес Нери
- начальники производства: Анхельи Несма Медина, Тереса Гробоис
- координатор производства: Эухенио Кобо
- операторы-постановщики: Мануэль Руис Эспарса, Ноэ Алькантара
- режиссёры-постановщики: Маноло Гарсия, Рафаэль Банкельс
- продюсер: Валентин Пимштейн